# Flik 22
A Fliegerkompanie 22 (rövidítve Flik 22, magyarul 22. repülőszázad) az osztrák-magyar légierő egyik repülőszázada volt.

## Története
A századot 1916 elején, már az első világháború alatt alapították és a kiképzés után, március 15-én Fischamendből a keleti frontra, Michałowo repülőbázisára irányították. 1917 júliusában átszervezték a légierőt és az egység hadosztály-felderítői feladatokat (Divisions-Kompanie, Flik 22D) kapott. Az orosz tűzszünet után az olasz frontra vezényelték és 1918 júniusában az Isonzó-hadsereg alárendeltségében részt vett a Piave-offenzívában. 1918 szeptemberében az újabb átszervezéskor hadtesthez rendelt repülőszázad (Korps-Kompanie, Flik 22K) lett. 
A háború után a teljes osztrák légierővel együtt felszámolták.

## Századparancsnokok
- Wilhelm Ritter von Pichs főhadnagy
- Emil Kruk százados

## Századjelzés
Az Isonzó-hadseregcsoportban megszokott módon a teljes keréktárcsát és az oldalkormányt feketére festették. 

## Repülőgépek
A század pilótái a következő típusokat repülték:
- Hansa-Brandenburg C.I
- Aviatik C.I
- UFAG C.I